# Cephalostachyum
Cephalostachyum es un género de plantas herbáceas de la familia de las poáceas. Es originario de Madagascar, India, China e Indochina. Su hábitat es de montaña hasta las tierras bajas de los bosques.

## Especies
- Cephalostachyum burmanicum
- Cephalostachyum capitatum
- Cephalostachyum chevalierii
- Cephalostachyum langbianense
- Cephalostachyum latifolium
- Cephalostachyum mindorensis
- Cephalostachyum pergracile
- Cephalostachyum perrieri
- Cephalostachyum scandens
- Cephalostachyum viguieri
- Cephalostachyum virgatum

## Citología
El número cromosómico básico del género es x = 12, con números cromosómicos somáticos de 2n = 72. 6  ploide.

## Taxonomía
Se han excluido las siguientes especies:
- Cephalostachyum griffithii (Munro) Kurz., cambia a Teinostachyum griffithii Munro
- Cephalostachyum malayaense Ridl., cambia a Dendrocalamus pendulus Ridl.